# Правительство Кучмы
В статье даются сведения о составе Кабинета Министров Украины под председательством Леонида Кучмы, действовавшего в октябре 1992 г. — сентябре 1993 г.
В соответствии со статьей 116 Конституции Украины от 20 апреля 1978 года (в редакции Закона Украины от 27 октября 1992 г. № 2734-XII) в состав Кабинета Министров Украины входили Премьер-министр Украины, Первый вице-Премьер-министр, вице-Премьер-министры Украины, министры Украины, Министр Кабинета Министров Украины, председатели Службы безопасности Украины, Правления Национального банка Украины, Фонда государственного имущества Украины, Антимонопольного комитета Украины, Государственного комитета по делам охраны государственной границы Украины и Государственного таможенного комитета Украины.

## Состав Кабинета Министров
После даты назначения или освобождения от должности членов Кабинета Министров стоит номер соответствующего Постановления Верховной Рады Украины или Указа Президента Украины. Члены Кабинета Министров, даты освобождения от должности которых не указаны, действовали на момент отставки правительства и были переназначены на эти же должности в новом составе Кабинета Министров.
После назначения членов Кабинета Министров указами Президента Украины его состав был утвержден Постановлением Верховной Рады Украины от 27 октября 1992 года № 2733-XII.
Члены правительства расположены в списке в хронологическом порядке по дате их назначения или включения в состав правительства.
- Кучма Леонид Данилович — Премьер-министр Украины (13 октября 1992 г., № 2672-XII — 21 сентября 1993 г., № 3459-XII)
- Прядко Владимир Владимирович — Председатель Фонда государственного имущества Украины (назначен председателем Правления Фонда государственного имущества Украинской ССР постановлением Кабинета Министров Украинской ССР от 9 июля 1991 г. № 78)
- Марчук Евгений Кириллович — Председатель Службы безопасности Украины (назначен Председателем Службы национальной безопасности Украины Постановлением Верховной Рады Украины от 6 ноября 1991 г. № 1794-XII)
- Коваль Алексей Михайлович — Председатель Государственного таможенного комитета Украины (назначен Указом Президента Украины от 11 декабря 1991 г. № 1 — 11 марта 1993 г., № 77/93)
- Гетман Вадим Петрович — Председатель Правления Национального банка Украины (назначен Постановлением Верховной Рады Украины от 24 марта 1992 г. № 2228-XII, отставка принята Постановлением Верховной Рады Украины от 18 декабря 1992 г. № 2883-XII)
- Завада Александр Леонидович — Председатель Антимонопольного комитета Украины (назначен Постановлением Верховной Рады Украины от 1 октября 1992 г. № 2653-XII)
- Лобов Анатолий Константинович — Министр Кабинета Министров Украины (16 октября 1992 г., № 499/92 — 2 апреля 1993 г., № 115/93)
- Юхновский Игорь Рафаилович — Первый Вице-премьер-министр Украины/Первый вице-премьер-министр Украины (27 октября 1992 г., № 517/92 — 17 марта 1993 г., № 87/93)
- Евтухов Василий Иванович — Вице-премьер-министр Украины по вопросам промышленности и строительства (с 27 октября 1992 г., № 518/92), исполняющий обязанности Первого вице-премьер-министра Украины (26 марта 1993 г., № 105/93 — 11 июня 1993 г.[1])
- Демьянов Владимир Васильевич — Вице-премьер-министр Украины по вопросам агропромышленного комплекса (с 27 октября 1992 г., № 519/92)
- Пинзеник Виктор Михайлович — Вице-премьер-министр Украины по вопросам экономической реформы (27 октября 1992 г., № 520/92 — 30 августа 1993 г., № 360/93), Министр экономики Украины (27 октября 1992 г., № 520/92 — 13 апреля 1993 г., № 125/93)
- Иоффе Юлий Яковлевич — Вице-премьер-министр Украины по вопросам топливно-энергетического комплекса (27 октября 1992 г., № 521/92 — 12 июня 1993 г., № 207/93)
- Жулинский Николай Григорьевич — Вице-премьер-министр Украины по вопросам гуманитарной политики (с 27 октября 1992 г., № 522/92)
- Скляров Виталий Федорович — Министр энергетики и электрификации Украины (27 октября 1992 г., № 523/92 — 3 января 1993 г., № 1/93)
- Пржевальский Олег Петрович — Министр связи Украины (с 27 октября 1992 г., № 524/92)
- Герц Иван Иванович — Министр внешних экономических связей Украины (27 октября 1992 г., № 525/92 — 30 сентября 1993 г.[2])
- Самоплавский Валерий Иванович — Министр лесного хозяйства Украины (с 27 октября 1992 г., № 526/92)
- Антонов Виктор Иванович — Министр машиностроения, военно-промышленного комплекса и конверсии Украины (27 октября 1992 г., № 527/92 — 17 мая 1993 г., № 175/93)
- Таланчук Петр Михайлович — Министр образования Украины (с 27 октября 1992 г., № 528/92)
- Спиженко Юрий Прокофьевич — Министр здравоохранения Украины (с 27 октября 1992 г., № 529/92)
- Костенко Юрий Иванович — Министр охраны окружающей природной среды Украины (с 27 октября 1992 г., № 530/92)
- Каскевич Михаил Григорьевич — Министр труда Украины (с 27 октября 1992 г., № 531/92)
- Голубченко Анатолий Константинович — Министр промышленности Украины (с 27 октября 1992 г., № 532/92)
- Ершов Аркадий Витальевич — Министр социального обеспечения Украины (27 октября 1992 г., № 533/92 — Указом Президента Украины от 13 ноября 1992 г. № 566/92 Министерство социального обеспечения Украины упразднено), Министр социальной защиты населения Украины (с 25 ноября 1992 г., № 580/92)
- Борисенко Николай Иванович — Министр статистики Украины (с 27 октября 1992 г., № 534/92)
- Климпуш Орест Дмитриевич — Министр транспорта Украины (с 27 октября 1992 г., № 535/92)
- Готовчиц Георгий Александрович — Министр Украины по делам защиты населения от последствий аварии на Чернобыльской АЭС (с 27 октября 1992 г., № 536/92)
- Борзов Валерий Филиппович — Министр Украины по делам молодежи и спорта (с 27 октября 1992 г., № 537/92)
- Василишин Андрей Владимирович — Министр внутренних дел Украины (с 27 октября 1992 г., № 538/92)
- Зленко Анатолий Максимович — Министр иностранных дел Украины (с 27 октября 1992 г., № 539/92)
- Морозов Константин Петрович — Министр обороны Украины (27 октября 1992 г., № 540/92 — 4 октября 1993 г., № 418/93)
- Пятаченко Григорий Александрович — Министр финансов Украины (с 27 октября 1992 г., № 541/92)
- Онопенко Василий Васильевич — Министр юстиции Украины (с 27 октября 1992 г., № 542/92)
- Губенко Валерий Александрович — Председатель Государственного комитета по делам охраны государственной границы Украины (с 27 октября 1992 г., № 543/92)
- Дзюба Иван Михайлович — Министр культуры Украины (с 17 ноября 1992 г., № 568/92)
- Карасик Юрий Михайлович — Министр сельского хозяйства и продовольствия Украины (с 8 декабря 1992 г., № 597/92)
- Сербин Юрий Сергеевич — Министр Украины по делам строительства и архитектуры (с 30 декабря 1992 г., № 641/92)
- Гриценко Анатолий Васильевич — Министр энергетики и электрификации Украины (3 января 1993 г., № 1/93 — 17 августа 1993 г., № 312/93)
- Ющенко Виктор Андреевич — Председатель Правления Национального банка Украины (назначен Постановлением Верховной Рады Украины от 26 января 1993 г. № 2930-XII)
- Колос Анатолий Викторович — Председатель Государственного таможенного комитета Украины (с 11 марта 1993 г., № 77/93)
- Пустовойтенко Валерий Павлович — Министр Кабинета Министров Украины (12 апреля 1993 г., № 122/93 — 29 сентября 1993 г.[3])
- Банников Юрий Александрович — Министр экономики Украины (13 апреля 1993 г., № 125/93 — 30 августа 1993 г., № 359/93)
- Емец Александр Иванович — Министр Украины по делам национальностей и миграции (с 26 апреля 1993 г., № 143/93)
- Черненко Дмитрий Алексеевич — Министр машиностроения, военно-промышленного комплекса и конверсии Украины (с 17 мая 1993 г., № 175/93)
- Звягильский Ефим Леонидович — Первый вице-премьер-министр Украины (с 11 июня 1993 г., № 199/93)
- Шмаров Валерий Николаевич — Вице-премьер-министр Украины по вопросам военно-промышленного комплекса (с 15 июня 1993 г., № 211/93)
- Ландин Валентин Иванович — Вице-премьер-министр Украины по вопросам внешнеэкономической деятельности и инвестиций (с 24 июня 1993 г., № 234/93)
- Семенюк Вилен Миронович — Министр энергетики и электрификации Украины (с 17 августа 1993 г., № 312/93)
- Шпек Роман Васильевич — Министр экономики Украины (с 30 августа 1993 г., № 359/93)

Постановлением Верховной Рады Украины от 21 сентября 1993 г. № 3459-XII Кабинету Министров Украины выражено недоверие, что в соответствии с действовавшей в то время Конституцией Украины влекло отставку Кабинета Министров Украины.
Постановлением Верховной Рады Украины от 21 сентября 1993 г. № 3460-XII Правительству Украины в нынешнем составе поручено исполнять свои функции до формирования нового состава Кабинета Министров Украины.